# Cooler Heads Coalition
La Cooler Heads Coalition (lett. "coalizione delle menti fredde") è un “gruppo informale e ad hoc” politicamente conservatore negli Stati Uniti, finanziato e gestito dal Competitive Enterprise Institute. Il gruppo, che rifiuta il consenso scientifico sul cambiamento climatico, ha cercato di impedire al governo di affrontare il cambiamento climatico.

## Operatività
La Coalizione gestisce un sito web e ha pubblicato un blog e una newsletter elettronica, Cooler Heads Digest (l'ultima uscita risale al 2012). È stata fondata da Consumer Alert.
La Cooler Heads Coalition si descrive come “un gruppo informale e ad hoc che si occupa di sfatare i miti del riscaldamento globale smascherando analisi economiche, scientifiche e di rischio errate”.

## Accoglienza.
Il Washington Post ha descritto il gruppo come “all'avanguardia negli sforzi per mettere in dubbio la gravità del cambiamento climatico e contrastare gli sforzi del governo per affrontarlo”. The New Yorker ha descritto la Cooler Heads Coalition come “un'organizzazione ombrello gestita dal Competitive Enterprise Institute, un'organizzazione no profit che si gloria della sua opposizione agli ambientalisti”.
Secondo The Washington Post, il gruppo è stato a lungo considerato come un gruppo di pazzi dagli scienziati e dai politici tradizionali di entrambi i partiti, fino a quando non è stato accolto dalla campagna presidenziale del 2016 di Donald Trump. La Cooler Heads Coalition è stata criticata per i legami con le industrie energetiche che sarebbero danneggiate se gli Stati Uniti approvassero una legislazione volta a ridurre le emissioni di CO2.

## Membri
Tra i membri più importanti della Coalizione figurano:
- 60 Plus Association
- Alexis de Tocqueville Institution
- Americans for Prosperity
- Americans for Tax Reform
- American Legislative Exchange Council
- Committee for a Constructive Tomorrow
- Competitive Enterprise Institute
- Fraser Institute
- FreedomWorks
- Istituto George C. Marshall
- The Heartland Institute
- Independent Institute
- Istituto Bruno Leoni
- JunkScience.com (Steven Milloy)
- Lavoisier Group
- Liberty Institute
- National Center for Policy Analysis
- National Center for Public Policy Research